# Gylippus shulowi
Gylippus shulowi är en spindeldjursart som beskrevs av Frank Archibald Sinclair Turk 1948. Gylippus shulowi ingår i släktet Gylippus och familjen Gylippidae. Inga underarter finns listade i Catalogue of Life.